# Augustin Kliment
Augustin Kliment, též Gustav Kliment (3. srpna 1889 Třebíč – 22. října 1953 Praha), byl československý politik, meziválečný a poválečný poslanec Národního shromáždění za Komunistickou stranu Československa, příslušník československých legií, vězeň v koncentračním táboře v Dachau.

## Biografie
Narodil se v rodině koželužského dělníka jako jedno z osmi dětí. Ve věku čtrnácti let nastoupil do Prahy do učení a vyučil se strojním zámečníkem. Od roku 1905 se angažoval v dělnickém socialistickém hnutí. Byl několikrát zatčen při účasti na demonstracích. Po vyučení se vrátil do rodné Třebíče. Od 1. května 1908 byl členem odborové organizace kovodělníků. Později odjel do Vídně a do Lince. Roku 1910 byl odveden do armády, ale odmítl složit přísahu. V roce 1911 odmítl zasáhnout se svou setninou proti demonstrantům ve Vídni a byl pak odsouzen vojenským soudem. V srpnu roku 1914 se oženil s Anežkou Vidlákovou. Za první světové války byl na ruské frontě zajat a do roku 1917 pracoval coby zajatec v strojnicko-chemické továrně. V Rusku byl v srpnu 1918 mobilizován do 2. omského pochodového praporu Československých legií, později sloužil u leteckého oddílu. V legii jako delegát 2. sjezdu usiloval o zastavení bojů s Rudou armádou.
V roce 1920 se vrátil do Třebíče, kde byl předsedou dělnické rady. Účastnil se prosincové stávky a roku 1921 patřil mezi zakládající členy KSČ. Byl tehdy krátce vězněn.
Od 20. let 20. století organizoval třebíčské dělnické hnutí. Redigoval časopis Jiskru a jako sekretář rudých odborů vedl stávky. Dne 29. dubna 1925 se stal prvním komunistickým starostou města. Ve funkci zůstal do 2. září 1925. Od 30. let působil na Ostravsku. Jeho bratrem byl další komunistický politik Karel Kliment.
V parlamentních volbách v roce 1929 se stal za Komunistickou stranu Československa poslancem Národního shromáždění. Mandát obhájil v parlamentních volbách v roce 1935. Poslanecké křeslo si podržel do rozpuštění KSČ v prosinci 1938. Po osvobození byl v letech 1945–1946 poslancem Prozatímního Národního shromáždění a v letech 1946–1948 Ústavodárného Národního shromáždění. V letech 1948–1953 také zasedal v Národním shromáždění.
Profesí byl odborovým tajemníkem. Podle údajů z roku 1935 bydlel v Moravské Ostravě. V roce 1939 byl při pokusu o útěk do exilu zatčen spolu s Antonínem Zápotockým a Jaromírem Dolanským a vězněn. Po osvobození se vrátil k politické práci. V roce 1947 byl předsedou Svazu zaměstnanců kovoprůmyslu. Funkci předsedy Svazu zaměstnanců kovoprůmyslu zastával v letech 1945–1948. A byl i členem představenstva Ústřední rady odborů.
24. května 1945 byl kooptován do Ústředního výboru Komunistické strany Československa. Ve funkci ho potvrdil VIII. sjezd KSČ a IX. sjezd KSČ. Od března 1946 do roku 1953 byl i členem Předsednictva ÚV KSČ.
Později se stal československým ministrem průmyslu ve vládě Antonína Zápotockého a Viliama Širokého. Funkci zastával od 15. června 1948 do 1. srpna 1952, přičemž od 20. prosince 1950 bylo jeho portfolio oficiálně nazýváno ministerstvem těžkého průmyslu, od 8. září 1951 ministerstvem těžkého strojírenství. V letech 1952–1953 byl předsedou Ústřední rady odborů. Ve funkci ministra výrazně urychlil proces znárodnění průmyslu.
Zemřel v říjnu 1953 v Praze po dlouhé a těžké nemoci, která byla pozůstatkem válečného věznění a která ho v posledních měsících trvale upoutala na lůžko. Byl mu vypraven státní pohřeb. Roku 1953 mu byl posmrtně udělen Řád Klementa Gottwalda. Jméno Gustava Klimenta nesl za socialismu největší obuvnický závod v Třebíči-Borovině - Závody Gustava Klimenta n. p. (BOPO), strojírenský podnik v Rokycanech - Kovohutě Gustava Klimenta, n. p. a Bohumínské železárny Gustava Klimenta v Bohumíně.

## Budování kultu osobnosti svépomocí
- Ministr průmyslu Gustav Kliment vydal vyhlášku č. 1004 ze dne 27. června 1949, kterou se zřizují Závody Gustava Klimenta.[15]
- Ministr průmyslu Gustav Kliment vydal vyhlášku č. 2061 ze dne 15. září 1949, kterou se zřizují Bohumínské železárny Gustava Klimenta, národní podnik.[16]
- Ministerstvo průmyslu vedené Gustavem Klimtem vydalo dne 16. prosince 1950 Rozhodnutí č.j. 161.949/50-V-IV-1 o zřízení firmy Válcovny trub Gustava Klimenta národní podnik.[17]